# Quesa
Quesa és un municipi del País Valencià de la comarca de la Canal de Navarrés.

## Geografia
Emplaçat en els contraforts de la Mola de Bicorb (dins del conjunt del Massís del Caroig) al descendir bruscament cap a la vall del riu Xúquer. El seu terme és de forma allargada, seguint a direcció sud-oest nord-est. El relleu és molt accidentat. Trobem nombrosos barrancs, els llacs i cascades del riu Grande, coneguts com a Los Charcos; la presa del riu Escalona; els paratges del riu Fraile, etc.
El terme municipal limita amb Bicorb, Bolbait, Énguera, Millars i Navarrés (a la mateixa comarca) i amb Aiora i Tous, a les comarques de la Vall de Cofrents i la Ribera Alta respectivament.

## Història
Els fundadors musulmans l'anomenaren Queixen que significa quelcom paregut a "poble castigar pels vents de ponent"; Jaume I (1278-1296) quan l'ocupa en 1240 canvia el topònim pel de Quesa; en maig de 1250 el Llibre de Repartiment parla d'un tal Dragó com beneficiari del municipi; torna posteriorment a la Corona on es manté fins a 1387 en què Pere IV el Cerimoniós (1319-1387) obsequia a Pere de Xèrica amb l'alta jurisdicció sobre Navarrés i Quesa; en 1604 donà el títol de comtat a Lluís Castellar Vilanova, el qual canvia, sense èxit, la denominació de Quesa per la de Villa Castellar; els moriscs en ser expulsats el 1609 resistiren violentament en la partida anomenada de Los Arroces, on n'hi ha unes coves fins a ser vençuts; en els anys següents va predominar una recessió econòmica deguda al buit deixat pels moriscs, ja que en els preus dels arrendaments de delmes es posa en relleu un espectacular descens a Quesa i Bicorb; és per si eloqüent el que en 1646 només se sostingués per una població de 15 cases; en 1690 una epidèmia va morir tots els habitants llevat d'una família, els Garcia; en el segle xviii, amb l'arribada d'una indústria sedera la població experimentà una certa recuperació; a partir de mitjan segle passat l'èxode s'ha fet ja imparable.

## Demografia
| 1990 | 1992 | 1994 | 1996 | 1998 | 2000 | 2002 | 2004 | 2005 | 2007 | 2012 |
| ---- | ---- | ---- | ---- | ---- | ---- | ---- | ---- | ---- | ---- | ---- |
| 852  | 818  | 823  | 780  | 791  | 797  | 762  | 745  | 741  | 740  | 735  |

## Economia
La indústria, a part de la derivada de la comercialització dels productes agrícoles, compta amb les extractives de guix i pòrfir en les pedreres del terme. En el segle passat existien dues mines de ferro i havia cert nombre d'habitants que es dedicaven a teixir llenços casolans, restes d'una antiga indústria de la seda que va florir en el segle xviii.

## Política i govern

### Composició de la Corporació Municipal
El Ple de l'Ajuntament està format per 7 regidors. En les eleccions municipals de 26 de maig de 2019 foren elegits 4 regidors del Partit Socialista del País Valencià (PSPV-PSOE) i 3 de la Unión de Ciudadanos Independientes (UCIN).
| Eleccions municipals de 26 de maig de 2019 - Quesa                                                                            |                                          |                                     |                                     |      |          |          |
| Candidatura | Candidatura                              | Candidatura                         | Cap de llista                       | Vots | Vots     | Regidors |
| | Partit Socialista del País Valencià-PSOE |                                     | Carina Primo Valiente               | 269  | 54,45%   | 4 ()     |
| | Unión de Ciudadanos Independientes       |                                     | Julio Julio Requena                 | 217  | 43,93%   | 3 (+3)   |
| | Altres candidatures                      |                                     |                                     | 3    | 0,61%    | 0 ( -3)  |
| | Vots en blanc                            |                                     |                                     | 5    | 1,01%    |          |
| Total vots vàlids i regidors                                                                                                  | Total vots vàlids i regidors             | Total vots vàlids i regidors        | Total vots vàlids i regidors        | 494  | 100 %    | 7        |
| | Vots nuls                                | Vots nuls                           | Vots nuls                           | 7    | 1,40%    |          |
| Participació (vots vàlids més nuls)                                                                                           | Participació (vots vàlids més nuls)      | Participació (vots vàlids més nuls) | Participació (vots vàlids més nuls) | 501  | 87,13%** |          |
| Abstenció | Abstenció                                | Abstenció                           | Abstenció                           | 74*  | 12,87%** |          |
| Total cens electoral | Total cens electoral                     | Total cens electoral                | Total cens electoral                | 575* | 100 %**  |          |
| Alcaldessa: Carina Primo Valiente (PSPV) (15/06/2019) Per majoria absoluta dels vots dels regidors                            |                                          |                                     |                                     |      |          |          |
| Fonts: JEC, JEZ Xàtiva, M. Interior, Periòdic Ara. (* No són vots sinó electors. ** Percentatge respecte del cens electoral.) |                                          |                                     |                                     |      |          |          |

### Alcaldia
Des de 2015 l'alcaldessa de Quesa és Carina Primo Valiente, del Partit Socialista del País Valencià (PSPV-PSOE).
| Període                       | Alcalde o alcaldessa     | Partit polític | Data de possessió | Observacions |
| ----------------------------- | ------------------------ | -------------- | ----------------- | ------------ |
| 1979–1983                     | Cándido Moreno Baldo     | PSPV-PSOE      | 19/04/1979        | --           |
| 1983–1987                     | Cándido Moreno Baldo     | PSPV-PSOE      | 28/05/1983        | --           |
| 1987–1991                     | Cándido Moreno Baldo     | PSPV-PSOE      | 30/06/1987        | --           |
| 1991–1995                     | Cándido Moreno Baldo     | PSPV-PSOE      | 15/06/1991        | --           |
| 1995–1999                     | Cándido Moreno Baldo     | PSPV-PSOE      | 17/06/1995        | --           |
| 1999–2003                     | Cándido Moreno Baldo     | PSPV-PSOE      | 03/07/1999        | --           |
| 2003–2007                     | Cándido Moreno Baldo     | PSPV-PSOE      | 14/06/2003        | --           |
| 2007–2011                     | Jesús Miguel Requena Mut | GDL            | 16/06/2007        | --           |
| 2011–2015                     | Jesús Miguel Requena Mut | PP             | 11/06/2011        | --           |
| 2015–2019                     | Carina Primo Valiente    | PSPV-PSOE      | 13/06/2015        | --           |
| 2019-2023                     | Carina Primo Valiente    | PSPV-PSOE      | 15/06/2019        | --           |
| Des de 2023                   | n/d                      | n/d            | 17/06/2023        | --           |
| Fonts: Generalitat Valenciana |                          |                |                   |              |

## Monuments
- Castell. Molt petit i abandonat ja en els primers temps de la reconquesta. Escasses restes certifiquen el seu estat de ruïna absoluta.
- Església de Sant Antoni Abat. Molt modificada des de la seua fundació, la darrera intervenció va ser l'afegitó, en 1980, del campanar.
- Ermita de la Santa Creu. Segle XVIII.

## Llocs d'interés
- Los Charcos. El riu Grande, al seu pas pel paratge de Corbera, forma una successió de tolls i cascades naturals batejats amb noms populars com ara Charco de las fuentes, de la bañera, del chorro, etc. Tot l'entorn es troba condicionat per a ser visitat, mitjançant senderes, passarel·les i fonts. Al costat hi ha dos zones d'acampada.
- Abric del Voro. Situat a un costat del riu Grande, conserva diverses mostres de l'art rupestre llevantí en molt bon estat de conservació. Entre elles destaca l'escena dels quatre arquers.

## Festes i celebracions
- Sant Antoni. El cap de setmana més pròxim al 17 de gener es cremen diverses fogueres pels carrers i places de Quesa i després un ball popular.
- La Reserva. Celebrada tradicionalment el 14 de febrer, actualment es fa el cap de setmana més pròxim. L'origen de la festa es remunta al segle xvii. L'any 1690, una epidèmia va assolar la població i només hi va sobreviure una família, els García. Llavors el Santísim Sagrament, els Gots Sagrats i els llibres parroquials varen ser traslladats a Bicorb, on foren custodiats durant cinc anys. Per fi, passada la pesta, el 14 de febrer de 1695 varen ser retornats a Quesa. Per a celebrar eixe fet, any rere any la família supervivent va donar menjar i recer als visitants amb l'objectiu de recuperar la població. Actualment tenen lloc cercaviles, una missa commemorativa, i l'elaboració de quatre paelles gegants repartides en 1.000 racions, juntament amb pans, entre els veïns i visitants de la població.
- Festes patronals. Se celebren durant la primera setmana d'agost, dedicades a la Verge del Rosari, la Divina Aurora, el Santíssim Crist de la Salut i la Santíssima Creu; i un cinquè dia, dedicat a moros i cristians.